# D6bels Music Awards
 (novembre 2022).
 (février 2024).
Les D6bels Music Awards sont un événement musical organisé par la Radio-télévision belge de la Communauté française (RTBF), qui récompense les artistes de la Fédération Wallonie-Bruxelles ayant marqué l'année passée par leurs productions musicales, après une série de prestations en live. Enregistrés au Studio RTBF Média Rives à Liège et animés par Joëlle Scoriels, ils sont diffusés en prime-time et en direct sur La Deux.
À chaque édition, quinze prix sont répartis en fonction d'un vote du public et de professionnels du secteur de la musique, rehaussé par[Quoi ?] le Prix d'Honneur, laissé au choix du Jury des Médias.

## Historique
Outre la Fédération Wallonie-Bruxelles, les partenaires institutionnels du secteur musical comme la Sabam For Culture, le Conseil de la Musique, la BEA[Quoi ?], la Simim, Playright et Auvibel ont fait partie du projet dès son lancement, ce qui lui a immédiatement donné une crédibilité et une légitimité supplémentaires.
Le 22 janvier 2016, la première cérémonie des D6bels Music Awards a rassemblé près de 200 000 téléspectateurs.
La seconde édition s'est déroulée le 26 janvier 2017. Elle est diffusée sur La Deux en prime-time et en direct sur Auvio.

## Procédure des votes
Les quatre artistes nommés pour chaque catégorie (excepté les catégories radios, le Hit et le prix d’Honneur) sont prédéterminés par un Comité des Médias regroupant environ 120 journalistes, critiques et programmateurs musicaux sélectionnés dans l'ensemble des médias de la Fédération Wallonie-Bruxelles. 
Chaque membre de ce Comité sera chargé de prévoter par ordre de préférence pour une partie des catégories soumises ensuite au vote du public et du Secteur.
Ces prévotes sont une phase importante car ils permettent de remplir les catégories de manière crédibles.
Exceptions :
- Pour les catégories radios[6], quatre des radios de la RTBF (La Première, Vivacité, Classic 21 et Pure) nomment elles-mêmes les quatre artistes ou groupes en lien direct avec la radio.
- Pour la catégorie Hit, un vote du public par SMS se déroule lors de la diffusion de l’émission, sous contrôle d’un huissier. Les quatre nommés du Hit sont issus du hit-parade officiel belge (Wallonie).

Les votes sont répartis en deux parties : Le « vote du public » et le « vote du secteur. »
Le public a la possibilité de voter via le site des D6bels Music Awards pour chacune des catégories suivantes : Album, Artiste solo féminin, Artiste solo masculin, Groupe, Artiste/Groupe La Première, Artiste/Groupe Vivacité, Artiste/Groupe Classic 21 et Artiste/Groupe Pure.
Le secteur est un ensemble de professionnels et de représentants du monde musical belge francophone. Il est chargé de voter pour les catégories suivantes : Révélation, Concert, Musicien, Clip Vidéo, Auteur/Compositeur.
Pour la troisième édition des DMA, les catégories des radios (La Prem1ère, Classic 21, VivaCité et Pure) céderont leur place à des catégories ciblant un genre musical précis avec l’arrivée de 5 nouvelles catégories, à savoir « Chanson française », « Pop », « Rock & Alternatif », « Dance & Électro » et « Hip-Hop », renforçant les catégories génériques présentées en télé (Album, Artiste solo féminin, Artiste solo masculin, Groupe, Hit) et le Prix d'honneur.

## Cérémonies
| Édition                  | Date            | Diffusé sur     | Lieu                          | présentateur    |
| ------------------------ | --------------- | --------------- | ----------------------------- | --------------- |
| D6bels Music Awards 2015 | 22 janvier 2016 | La Deux         | Studio 40, Média Rives, Liège | Joëlle Scoriels |
| D6bels Music Awards 2016 | 26 janvier 2017 | La Deux & Auvio | Studio 40, Média Rives, Liège | Joëlle Scoriels |
| D6bels Music Awards 2017 | 26 janvier 2018 | La Deux & Auvio | Studio 40, Média Rives, Liège | Joëlle Scoriels |
| D6bels Music Awards 2018 | 25 janvier 2019 | La Deux & Auvio | Studio 40, Média Rives, Liège | Joëlle Scoriels |
| D6bels Music Awards 2019 | 19 février 2020 | La Deux & Auvio | Studio 40, Média Rives, Liège | Joëlle Scoriels |

## Lauréats

### Palmarès 2015 -1reéditiondes D6belsMusic Awards[9]
| Catégories                   | Vainqueurs                                                                 |
| ---------------------------- | -------------------------------------------------------------------------- |
| Album                        | Girls in Hawaii avec Hello Strange                                         |
| Artiste solo                 | Alice on the roof                                                          |
| Groupe                       | Girls in Hawaii                                                            |
| Concert                      | Stromae                                                                    |
| Hit de l'année               | Rhythm Inside de Loïc Nottet                                               |
| Artiste / Groupe La Première | GRANDGEORGE                                                                |
| Artiste / Groupe VivaCité    | Loïc Nottet                                                                |
| Artiste / Groupe Classic 21  | Great Mountain Fire                                                        |
| Artiste / Groupe Pure        | Alice on the roof                                                          |
| Révélation                   | Alice on the roof                                                          |
| Visuel album                 | Great Mountain Fire avec Sundogs (David Delruelle)                         |
| Musicien                     | David Baboulis (Soldout)                                                   |
| Clip Vidéo                   | Stromae avec Quand c'est (Luc Junior Tam / Xavier Reyé / Mosaert / Benuts) |
| Auteur / compositeur         | Stromae                                                                    |
| Prix d'Honneur               | Arno                                                                       |

### Palmarès 2016 -2eéditiondes D6belsMusic Awards[10]
| Catégories                   | Vainqueurs                                                        |
| ---------------------------- | ----------------------------------------------------------------- |
| Album                        | Alice on the roof avec Higher                                     |
| Artiste solo féminin         | Alice on the roof                                                 |
| Artiste solo masculin        | Loïc Nottet                                                       |
| Groupe                       | Puggy                                                             |
| Concert                      | Puggy                                                             |
| Hit de l'année               | Ocean de Kid Noize                                                |
| Artiste / Groupe La Première | Dan San                                                           |
| Artiste / Groupe VivaCité    | Saule                                                             |
| Artiste / Groupe Classic 21  | Puggy                                                             |
| Artiste / Groupe Pure        | Henri PFR                                                         |
| Révélation                   | Mustii                                                            |
| Visuel album                 | Dan San – Shelter (Patrick Joust / Thomas Médard / Jérôme Magnée) |
| Musicien                     | Mélanie De Biasio                                                 |
| Clip Vidéo                   | Baloji avec Spoiler (Baloji)                                      |
| Auteur / compositeur         | Mélanie De Biasio                                                 |
| Prix d'Honneur               | André Brasseur                                                    |

### Palmarès 2017 -3eéditiondes D6belsMusic Awards
| Catégories            | Vainqueurs                                                                              |
| --------------------- | --------------------------------------------------------------------------------------- |
| Album                 | Roméo Elvis x Le Motel avec Morale 2                                                    |
| Artiste solo féminin  | Noa Moon                                                                                |
| Artiste solo masculin | Henri PFR                                                                               |
| Groupe                | Caballero & JeanJass                                                                    |
| Chanson Française     | Delta                                                                                   |
| Pop                   | Blanche (chanteuse)                                                                     |
| Rock & Alternatif     | Girls in Hawaii                                                                         |
| Dance & Électro       | Henri PFR                                                                               |
| Hip-Hop               | Roméo Elvis x Le Motel                                                                  |
| Hit de l'année        | Until the End d'Henri PFR                                                               |
| Révélation            | Blanche (chanteuse)                                                                     |
| Concert               | Baloji                                                                                  |
| Musicien              | Tanguy Haesevoets (Témé Tan)                                                            |
| Clip Vidéo            | Melanie De Biasio avec Your Freedom is the End Of Me (Yves Kuperberg/Melanie De Biasio) |
| Auteur / compositeur  | Melanie De Biasio                                                                       |
| Prix d'Honneur        | Salvatore Adamo                                                                         |

### Palmarès 2018 -4eéditiondes D6belsMusic Awards
| Catégories            | Vainqueurs                 |
| --------------------- | -------------------------- |
| Album                 | Angèle avec Brol           |
| Artiste solo féminin  | Angèle                     |
| Artiste solo masculin | Damso                      |
| Groupe                | Roméo Elvis x Le Motel     |
| Chanson Française     | Angèle                     |
| Pop                   | Alice on the Roof          |
| Rock & Alternatif     | Black Mirrors              |
| Dance & Électro       | Henri PFR                  |
| Hip-Hop               | Caballero & JeanJass       |
| Hit de l'année        | In the Mood d'Henri PFR    |
| Révélation            | Sonnfjord                  |
| Concert               | Girls in Hawaii            |
| Musicien              | David Nzeyimana            |
| Clip Vidéo            | Malade - Alice on the Roof |
| Auteur / compositeur  | Veence Hanao x Le Motel    |
| Prix d'Honneur        | Telex                      |

### Palmarès 2019 -5eéditiondes D6belsMusic Awards
| Catégories            | Vainqueurs                         |
| --------------------- | ---------------------------------- |
| Album                 | Roméo Elvis avec Chocolat          |
| Artiste solo féminin  | Angèle                             |
| Artiste solo masculin | Roméo Elvis                        |
| Groupe                | Caballero & Jeanjass               |
| Chanson Française     | Angèle                             |
| Pop                   | Loïc Nottet                        |
| Rock & Alternatif     | Arno                               |
| Dance & Électro       | Henri PFR                          |
| Musiques urbaines     | Roméo Elvis                        |
| Hit de l'année        | Walking to the jungle de Kid Noize |
| Révélation            | Glauque                            |
| Concert               | Angèle                             |
| Musicien              | Le Motel                           |
| Clip Vidéo            | Balance ton quoi - Angèle          |
| Auteur / compositeur  | Loïc Nottet                        |
| Prix d'Honneur        | Lio                                |

## Palmarès général
- Avec 7 Prix

Alice on the Roof, Angèle, Henri PFR
- Avec 6 Prix

Roméo Elvis
- Avec 5 Prix

Le Motel, Loïc Nottet
- Avec 4 Prix

Girls in Hawaii, Mélanie De Biasio
- Avec 3 Prix

Caballero & JeanJass, Puggy, Stromae
- Avec 2 Prix

Arno, Baloji, Blanche (chanteuse), Dan San, Great Mountain Fire, Kid Noize
- Avec 1 Prix

André Brasseur, Black Mirrors, Damso, David Baboulis (Soldout), David Nzeyimana, Delta, Glauque, Grandgeorge, Lio, Mustii, Noa Moon, Salvatore Adamo, Saule, Sonnfjord, Tanguy Haesevoets (Témé Tan), Telex, Veence Hanao